# بيتر كارل فابرجيه
بيتر كارل فابرجيه هو كارل جوستافوفيتش فابرجيه (بالروسية: Карл Густавович Фаберже)‏ (30 مايو [18 مايو بالنمط القديم] 1846م - 24 سبتمبر 1920م) صانع مجوهرات روسي، ولد في مدينة سانت بطرسبرغ بروسيا المطلة على بحر البلطيق. اشتهر بتصميم «بيضة فابرجيه» على نمط بيض الفصح العادي، ولكن باستخدام معادن ثمينة وأحجار كريمة بدلاً من المواد العادية.

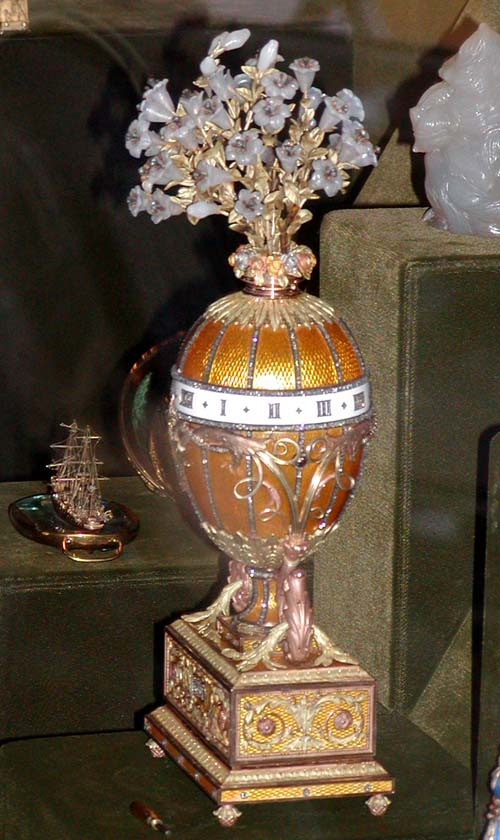
بيضة باقة من الزنابق والذهب ..... أو مادونا الزنبق من فابرجيه

كلف القيصر شركة "House of Fabergé" والتي كان يديرها كارل فابرجيه بإعداد بيضة فصح ليقدمها هدية لزوجته، الإمبراطورة ماريا. وفي العام التالي كلف القيصر بإعداد بيضة أخرى. ولكن منذ عام 1887، تم منح كارل فابرجيه حرية كاملة في التصميم، وهو ما أدى إلى عمق أكبر بعد ذلك. ووفقًا لتقاليد عائلة فابرجيه، لا يتم اطلاع أحد على النموذج الذي سيتم الإعداد وفقًا له، حتى القيصر: لقد كان الشرط الوحيد أن يحتوي كل تصميم على مفاجأة. وعندما خلفه القيصر نيقولا الثاني طلب بأن يتم إعداد بيضتين كل عام، إحداهما لأمه والأخرى لزوجته ألكسندرا. وقد ظل العمل بهذا التقليد حتى قيام الثورة البلشفية.
وعلى الرغم من اشتهار " House of Fabergé" بتصميم بيضة الفصح للإمبراطور، كان من بين تصميماتها أشياء أخرى عديدة تنوعت بين أدوات المائدة والمجوهرات الدقيقة. وقد أصبحت شركة فابرجيه كبرى شركات المجوهرات في روسيا. وبالإضافة إلى مقر الشركة الرئيسي في سانت بطرسبرغ، كان لها فروع أيضًا في موسكو وأوديسا وكييف ولندن. وقد بلغ عدد تصميمات الشركة من 150 ألفًا إلى 200 ألف تصميم في الفترة بين عامي 1882 حتى عام 1917.
وفي عام 1900 مثلت تصميماته روسيا في معرض 1900 العالمي بباريس. ونظرًا لأن كارل فابرجيه كان أحد أعضاء هيئة التحكيم، كانت شركة House of Fabergé بين المشاركين في المعرض (بدون المنافسة على الجائزة). إلا أنه تم منح الشركة الميدالية الذهبية وأطلق صائغو المدينة على كارل فابرجيه لقب «ميتر». علاوة على ذلك، تم منح فابرجيه أرفع قلادة فرنسية، وهي وسام جوقة الشرف برتبة قائد. كما تم تكريم اثنين من أبناء كارل وكبير الحرفيين. وقد حقق هذا المعرض نجاحًا تجاريًا كبيرًا وتلقت الشركة العديد من الطلبات واكتسبت عددًا كبيرًا من العملاء.

## وصلات خارجية
- بيتر كارل فابرجيه على موقع الموسوعة البريطانية (الإنجليزية)
- بيتر كارل فابرجيه على موقع إن إن دي بي (الإنجليزية)

- المزيد عن سيرة فابيرجه نسخة محفوظة 6 أكتوبر 2009 على موقع واي باك مشين.
- Wartski, London Fabergé specialists
- A La Vieille Russie. New York. American Fabergé Specialists
- The House of Fabergé
- Current Fabergé Museum Exhibitions
- Pallinghurst Resources LLP/Contemporary Faberge Marketing (Faberge Heritage Council)
- Objects of Fantasy – The World of Peter Carl Faberge Melissa Jellema. St. Xavier University. Chicago, IL. May 3, 2008